# Condoto
Condoto è un comune della Colombia facente parte del dipartimento di Chocó.
Il centro abitato venne fondato da Luis Lozano Scipion nel 1758, mentre l'istituzione del comune è del 17 agosto 1892.